# 갑조리그
갑조리그는 1998년 열린 전국단체전 성적을 기준으로 남자 상위 12팀을 갑조(甲級)리그로, 나머지 남자팀과 여자팀을 을조(乙級)리그로 편성하여 1999년 정식으로 중국리그가 출범하였다. 이후 2005년 병조(丙級) 리그가 출범하면서 갑조리그는 남자 12개 팀, 을조리그는 남자팀 14개 팀, 병조리그는 나머지 남자팀과 여자팀으로 다시 분류하였다. 중국위기협회가 주최하고 진리 이동통신(金立手机)이 후원한다.

## 상금
- 우승상금: 30만엔

## 리그 방식
- 1팀은 5~6인으로 구성. 중국기사 이외에 한국, 대만, 일본기사가 용병으로 출전 가능.
- 갑조리그는 열두개 팀이 홈/어웨이 방식으로 총 22라운에 걸쳐 순위를 가리며, 매 라운드에서 총 여섯 경기를 벌인다.
- 2017시즌부터 참가팀수가 열네개 팀으로 늘어나 총 26라운드에 걸쳐 순위를 가린다. 또한 이적시장 제도를 처음으로 도입했다.
- 한 경기는 주장전(2005년부터 도입)을 포함해 네 판씩을 둔다. 이 중 세 판은 제한시간 2시간 40분, 초읽기 60초 5회가 주어지는 장고대국, 한 판은 1시간 60초 1회가 주어지는 속기대국이다.
- 각 라운드에서 4-0또는 3-1로 이긴 팀은 승점 3점을 받는다. 2-2 동률을 이룬 경우는 '주장전' 승자팀이 2점, 패자팀은 1점을 나눠 가진다.
- 포스트시즌은 없으며 최종 순위는 정규리그 26라운드까지 누적된 팀승점으로 결정된다.(팀승점이 같으면 개인승수->주장전 승수로 비교)
- 중국 리그는 갑조, 을조, 병조 리그로 운영되며, 최하위 2팀은 을조리그로 강등되며, 을조 리그순위 최상위 2팀은 갑조리그로 승격된다.
- 2019시즌부터 참가 팀 수를 16개팀으로 늘리면서 2018시즌 한시적으로 최하위 한 팀만을 을조리그로 강등시키고, 을조리그에서 1~3위를 차지한 세 팀이 갑조리그에 가세한다.
- 2019시즌부터 정규시즌 15라운드(싱글리그)에 포스트시즌(플레이오프)을 거치는 방식으로 변경했다. 정규시즌을 치른 후 상위 8개 팀은 우승팀을 가리기 위해 플레이오프를 벌이고, 하위 8개 팀도 을조 강등(2팀)을 피하기 위한 대국을 치른다. 또 한국 용병 선수들의 출전 경기 수 제한도 없앴다.

## 역대 우승팀
| 연도   | 팀명              | 연고지 | 선수                                                             |
| ------ | ----------------- | ------ | ---------------------------------------------------------------- |
| 1999년 | 충칭 젠서모터스   | 충칭   | 류징 · 뤄시허 · 주쑹리 · 궁스윈 · 구리 · 리융강                  |
| 2000년 | 충칭 젠서모터스   | 충칭   | 위빈 · 저우허양 · 류징 · 주쑹리 · 구리 · 궁스윈                  |
| 2001년 | 충칭 젠서모터스   | 충칭   | 목진석 · 저우허양 · 류징 · 구리 · 리융강 · 궁스윈                |
| 2002년 | 충칭 젠서모터스   | 충칭   | 목진석 · 저우허양 · 류징 · 구리 · 리융강 · 궁스윈                |
| 2003년 | 충칭 젠서모터스   | 충칭   | 목진석 · 구리 · 저우허양 · 왕시 · 리융강 · 웨쑹                  |
| 2004년 | 상하이 이동통신   | 상하이 | 창하오 · 후야오위 · 추쥔 · 류스전 · 쑨멍샤                       |
| 2005년 | 상하이 이동통신   | 상하이 | 창하오 · 후야오위 · 추쥔 · 류스전 · 쑨멍샤                       |
| 2006년 | 충칭 레세닝       | 충칭   | 구리 · 왕시 · 위빈 · 왕레이 · 류징 · 셰허                        |
| 2007년 | 상하이 이동통신   | 상하이 | 창하오 · 후야오위 · 추쥔 · 류스전 · 주왠호으                     |
| 2008년 | 충칭 레세닝       | 충칭   | 구리 · 왕시 · 위빈 · 왕레이 · 류징 · 셰허                        |
| 2009년 | 수포르 항저우     | 항저우 | 류싱 · 왕레이 · 항티엔펑 · 왕타오                                |
| 2010년 | 산둥 경지양주     | 산둥   | 저우허양 · 장웨이제 · 저우루이양 · 타오신 · 차오다위엔           |
| 2011년 | 랴오닝 지에하다오 | 랴오닝 | 조한승 · 펑취안 · 멍타이링 · 탕웨이싱 · 마샤오빙 · 쩡먀오신      |
| 2012년 | 충칭 레시닝       | 충칭   | 구리 · 왕시 · 셰허 · 리쉬안하오 · 양딩신                         |
| 2013년 | 충칭 은행         | 충칭   | 구리 · 왕시 · 셰허 · 리쉬안하오 · 양딩신                         |
| 2014년 | 다롄 상방저업     | 다롄   | 박정환 · 미위팅 · 탕웨이싱 · 커제 · 류시 · 자오천위              |
| 2015년 | 항저우 기원       | 항저우 | 박정환 · 렌샤오 · 리친청 · 궈원차오 · 리밍 · 우광야              |
| 2016년 | 항저우 기원       | 항저우 | 박정환 · 렌샤오 · 리친청 · 궈원차오 · 우광야 · 장즈량            |
| 2017년 | 베이징 중신은행   | 베이징 | 신민준 · 천야오예 · 퉈자시 · 중원징 · 한이저우 · 이링타오        |
| 2018년 | 장쑤 화타이증권   | 장쑤   | 미위팅 · 황윈쑹 · 퉁멍청 · 자오천위 · 위즈잉 · 판팅위 · 웨이이보 |
| 2019년 | 쑤보얼 항저우     | 항저우 | 신진서 · 롄샤오 · 리친청 · 셰커 · 허양 · 왕타오                  |
| 2020년 | 장시              | 장시   | 변상일 · 구쯔하오 · 쉬자양 · 펑리야오 · 양카이원 · 덩웨이        |
| 2021년 | 쑤보얼 항저우     | 항저우 | 신진서 · 롄샤오 · 리친청 · 셰커 · 왕타오 · 샤오쩌빈              |
| 2022년 | 쑤보얼 항저우     | 항저우 | 신진서 · 롄샤오 · 리친청 · 셰커 · 왕타오 · 리하오통              |
| 2023년 | 선전 룽화         | 선전   | 박정환 · 커제 · 스웨 · 타오신란 · 뤄시허 · 천위썬                |
| 2024년 | 쑤보얼 항저우     | 항저우 | 신진서 · 롄샤오 · 리친청 · 셰커 · 후쯔하오 · 돤보야오            |

## 같이 보기
- 한중 바둑리그 우승팀 대항전